# 독일 포도주의 길

독일 포도주의 길을 알리는 표지판

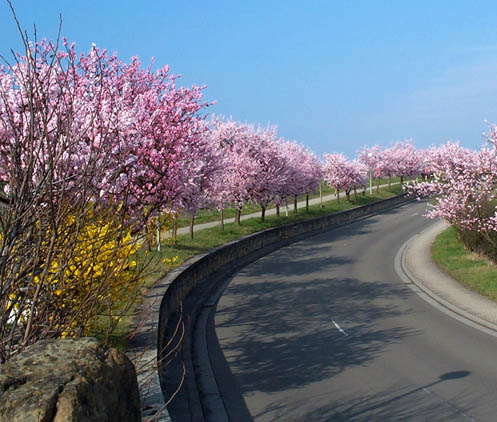
독일 포도주의 길에 핀 아몬드꽃

독일 포도주의 길(독일어: Deutsche Weinstraße 도이체 바인슈트라세[*])는 독일 남서부 라인란트팔츠주에 위치한 포도주 도로로 길이는 85km이다.
1935년에 개통되었으며 독일-프랑스 국경 지대와 팔츠(Pfalz) 포도주 산지를 남북으로 횡단한다. 독일에서 따뜻한 기후를 띠는 지역으로서 포도, 무화과, 레몬, 키위와 같은 농작물이 재배된다.
3월 초에는 아몬드 나무에서 분홍색, 하얀색 꽃이 핀다. 매년 3월부터 10월까지는 수많은 야외 포도주 축제가 열리는데 매년 전 세계에 600,000명에 달하는 관광객들이 몰린다.

## 같이 보기
- 독일 포도주